# Luca Ridolfucci Gentili
Luca Ridolfucci Gentili (Camerino, 1330/1340 – Perugia, 18 gennaio 1389) è stato un cardinale e vescovo cattolico italiano.

## La formazione
Nacque a Camerino e fu il primo importante membro della famiglia Gentili e spesso viene indicato come Luca Ridolfucci Gentili.
Ottenne il dottorato in diritto canonico, fu un giuriconsulto particolarmente abile e arcidiacono di Camerino.

## Il cursus honorum
Il 21 luglio 1363 venne eletto vescovo di Nocera Umbra e il 21 dicembre dello stesso anno il cardinale Gil Álvarez de Albornoz, vescovo di Sabina e legato pontificio, lo consacrò tale nella chiesa francescana di Ancona. Nel 1378 divenne vicario di papa Gregorio XI.
Il 18 settembre 1378, fu creato cardinale del titolo di San Sisto che mantenne fino alla morte.
Dal 1380 al 1388 fu Governatore del Ducato di Spoleto e nel 1386 fu l'artefice della pace a Todi.
Morì a Perugia il 18 gennaio 1389, ma il suo corpo fu trasferito a Camerino e venne sepolto nella Cattedrale dove ancora è presente l'epitaffio alla memoria dedicato.

## Genealogia episcopale
La genealogia episcopale è:
- Cardinale Gil Álvarez Carrillo de Albornoz, C.R.S.A.
- Cardinale Luca Ridolfucci Gentili